# 柯蕾
柯蕾（英語：Colette，1975年5月27日—），全名柯蕾·瑪利諾，是美國伊利諾州芝加哥的浩室音樂DJ與歌手。她演出的足跡遍及世界各地，包括劍橋、新加坡、卡加利、好萊塢與蒙特婁。柯蕾曾被與凱莉·米洛、黛比·哈瑞等人相比，並被譽為OM唱片旗下的浩室第一夫人。

## 音樂專輯
- Push - 2007年
- 《心醉神迷》（Hypnotized） - 2005年
- 《心碎頻率》（When The Music's Loud） - 2013年

## 外部連結
- DJ Colette 官方網站 （页面存档备份，存于）
- DJ Colette Myspace （页面存档备份，存于）
- DJ Collette Facebook
- OM唱片－Colette個人簡歷
- Smart Bar－Colette個人簡歷
- Colette活動與巡演日期
- 摩托羅拉廣告 （页面存档备份，存于）－DJ Colette代言
- 映象唱片－Colette